# Dràcula torna de la tomba
 Dràcula torna de la tomba  (títol original en anglès: Dracula has risen from the Grave) és una pel·lícula fantàstica britànica, dirigida per Freddie Francis, el 1968. És el quart film sobre Dràcula dirigida per l'estudi Hammer Films. Ha estat doblada al català.

## Argument
Un poble d'Europa Central viu encara en el terror del vampirisme des que una jove va ser descoberta exsangüe al campanar de la seva església. Un any ha passat després que Dràcula fos aniquilat, i Monsenyor Muller, en visita de rutina, comprova que els parroquians persisteixen a desertar el lloc de culte. Decidit a combatre les supersticions, intenta exorcitzar el castell del vampir, acompanyat del sacerdot local. De camí, aquest últim, esgotat, es deixa avançar i, té una petita caiguda que li procova una lleugera ferida amb sang que arriba els llavis de Dràcula, empresonat en el gel del torrent. El vampir reprèn llavors la "vida" i, amb l'ajuda del sacerdot atrapat per la seva influència, va a Kleinnenberg, a exercir la seva venjança sobre Monsenyor Muller, així com els seus parents, per haver gosat desterrar-lo del seu castell.

## Repartiment
- Christopher Lee: Comte Dràcula
- Rupert Davies: Monsenyor Ernest Muller
- Veronica Carlson: Maria Muller
- Barry Andrews: Paul
- Barbara Ewing: Zena
- Ewan Hooper: Capellà
- Michael Ripper: Max
- John D. Collins: L'estudiant
- George A. Cooper: El dispeser